# Gorua caea
Gorua caea är en fjärilsart som beskrevs av Emilio Berio 1956. Gorua caea ingår i släktet Gorua och familjen nattflyn. Inga underarter finns listade i Catalogue of Life.